# Энергетика Украины
Энергетика Украи́ны — совокупность подсистем, служащих для преобразования, распределения и использования энергетических ресурсов. Её целью является обеспечение производства энергии путём преобразования первичной, природной энергии во вторичную, например в электрическую или тепловую энергию.
Она базируется на использовании традиционных видов тепловых и гидроэлектростанций, с отклонением от среднемировой статистики в сторону большего использования АЭС.
Большая часть существующих объектов энергетики была создана усилиями специалистов-энергетиков УССР, и в настоящее время нуждается в модернизации.
Общее производство электроэнергии в Украине за 2022 год по сравнению с 2021 годом сократилось на 27,5 % и составило 112,7 тераватт-часов. Производство э/э на АЭС упало на 28 %, ТЭС — на 35 %, ТЭЦ — на 32 %, а генерация возобновляемыми источниками энергии снизилась на 36 %. При этом ГЭС увеличили свое производство на 6,5 %, а ГАЭС отработали на уровне 2021 года.

## Общая характеристика
Приблизительно половина всего первичного топлива (уголь, нефть, газ, уран), которое добывает или импортирует Украина, а также энергия отдельных рек используется для производства электро- и теплоэнергии. Развитие электроэнергетики стимулирует создание новых промышленных узлов. Отдельные отрасли промышленности территориально приближены к источникам дешёвой электроэнергии, например, цветная металлургия. Электроэнергия на Украине вырабатывается преимущественно на ТЭС, ГЭС, ГАЭС и АЭС.

Сегменты электроэнергетики Украины

Установленные мощности-нетто на электростанциях Украины на конец 2020 года — 56,98 ГВт (по данным UNSD). Производство электроэнергии-брутто в 2020 году — 146,99 млрд кВт∙ч (58% от объёма 1992 года)..
Основные ТЭС расположены на Донбассе. Самые мощные из них: Углегорская ТЭС (3,6 млн кВт), Старобешевская (~2 млн кВт), Луганская и Кураховская (по ~1,5 млн кВт). Запорожская АЭС (г. Энергодар) — самая мощная среди атомных электростанций Европы. На Днепре работают ГЭС суммарной мощностью 2,5 млн кВт.
Возле Киева расположены три мощных станции: Трипольская ГРЭС (1,8 млн кВт), Киевская ГЭС и ГАЭС. Новый мощный район формируется в западной части страны, состоящий из ТЭС (Добротворская (0,6 млн кВт), Бурштынская(2,4 млн кВт)) и АЭС (Ровенская и Хмельницкая). В западном регионе страны также расположена Днестровская ГЭС (0,7 млн кВт). Южные регионы Украины хуже всего обеспечены электроэнергией собственного производства. Крупнейшие электростанции на юге страны: Южно-Украинская АЭС (3 млн кВт) и Ладыжинская ГРЭС (1,8 млн кВт).
Почти 80 % украинской тепловой генерации электроэнергии, контролируется компанией ДТЭК Рината Ахметова.
На начало 2012 года в собственности у ДТЭК находятся Востокэнерго, 72,9 % акций Днепроэнерго, 70,91 % акций Западэнерго, 72,39 % акций Киевэнерго. Таким образом, ДТЭК контролирует около 18200 МВт установленных электрогенерирующих мощностей, что составляет 53,9 % мощностей всех ТЭС и ТЭЦ Украины, выработавших 50,1 млрд кВт·ч электроэнергии (29 % от совокупного объёма производства электроэнергии на Украине, включая неприватизированные АЭС, ГЭС, ГАЭС).
Через приобретённые энергосбытовые компании ДТЭК (Донецкоблэнерго, Днепрооблэнерго, Крымэнерго и другие) реализуется около 62,8 млрд кВт·ч или 43 % электроэнергии (в том числе для нужд промышленности — более 50 %).
В 2011 году, по данным Министерства энергетики и угольной промышленности Украины, производство первичных энергоресурсов на Украине составило:
уголь — 81,99 млн т (в том числе 56,97 млн т — энергетические угли,
25,02 млн т — коксующиеся),
природный газ — 20,14 млрд м³,
нефть и газовый конденсат — 3,33 млн т.
В 2011 году объём переработки нефти и газового конденсата на НПЗ Украины и Шебелинском ГПЗ снизился до 9,05 млн т (в 2010 году был равен 11,10 млн т); объём сбыта природного газа компанией НАК «Нафтогаз України» всем категориям украинских потребителей составил 44,04 млрд м³.
Зимой 2021 года запасы угля на складах украинских теплоэлектростанций составляли 455 тыс. тонн, что являлось историческим минимумом.
Стоимость электроэнергии для промышленных потребителей в два-три и более раза превышает (на начало 2020 г.) аналогичную стоимость в странах ЕС.
В 2019 г. Кабинет министров Украины принял программу «гарантированной цены на газ», по которой население может платить в отопительный сезон по 8 гривен за кубометр.
энергетический баланс
В 2012 году энергетический баланс Украины по данным Государственной службы статистики(структура потребления первичных энергоресурсов) выглядел следующим образом:
- природный газ — 16 %
- уголь и торф — 8 %
- атомная энергия — 64 %
- нефть и нефтепродукты — 3 %
- другие виды энергоресурсов — 0,5 %

Доля ГЭС в энергобалансе Украины (см. «Укргидроэнерго») относительно невелика (5-7 % генерации), однако их значение велико, так как это маневровые мощности. Энергия гидроэлектростанций — одна из самых дешëвых (себестоимость порядка 0,7 гривны за кВт*ч, в сравнении с генерацией ТЭС с себестоимостью 2,5 гривны) и конкурирует по этому показателю даже с энергией АЭС..
| Год  | Добыча газа | Потребление газа | Добыча угля |
| ---- | ----------- | ---------------- | ----------- |
| 2015 | 20          | 33               | 39          |
| 2014 | 20          | 42               | 64          |
| 2013 | 20          | 50               | 83          |
| 2012 | 20          | 54               | 85          |
| 2011 | 20          | 59               | 81          |
| 2010 | 20          | 57               |             |
| 2002 | 18          | 69               | 81          |
| 2001 | 18          | 70               | 83          |

Газ в млрд м³, уголь в млн тонн
Факторы, ограничивающие развитие электроэнергетики
Одними из основных факторов, ограничивающих развитие электроэнергетики на Украине, является экологический и военный. Выбросы от работы этой отрасли составляют около 30 % всех твёрдых частиц, что поступают в атмосферу вследствие хозяйственной деятельности человека. По этому показателю электростанции сравнялись с предприятиями металлургии, и опережают все остальные отрасли промышленности. Кроме того, энергетика производит до 63 % серного ангидрида и более 53 % окиси азота, поступающих в воздух от стационарных источников загрязнения; они являются основным источником кислотных дождей на Украине.
Негативное влияние на окружающую среду оказало строительство гидроэлектростанций. Строительство ГЭС на Днепре (кроме Днепрогэса, 1932 год) привело к затоплению значительных территорий. Водохранилища подняли уровень грунтовых вод, что стало причиной интенсивного разрушения крутых берегов.
Важной для Украины является ядерная безопасность. Катастрофа на Чернобыльской АЭС (1986) превратила значительную часть страны в зону экологического бедствия; наиболее загрязнёнными оказались Киевская, Житомирская, Винницкая, Ровенская, Черниговская и Черкасская области. Помимо почвы радиационному загрязнению подверглись лесные и водные ресурсы, немаловажные для жизнедеятельности населения Украины.
Решение проблем энергетического комплекса Украины возможно с внедрением и последующим использованием современных технологий.
В 2019 г. на Украине была внедрена новая «европейская» модель энергорынка.

## История

##### Советский Союз
- 1930 — организовано объединение государственных электростанций Донецкого каменноугольного бассейна «Донбассток»[17].
- 1930 — образованы районные энергетические управления (РЭУ) Киевэнерго, Крымэнерго и создана энергосистема Харькова.
- 1931 — образовано РЭУ Днепроэнерго.
- 1940 — построена линия электропередачи 220 кВ 87 км между Донбассэнерго и Днепроэнерго, энергосистемы Донбассэнерго, Днепроэнерго и Ростовэнерго сформировали «ОЭС Юга» с диспетчерской службой в Горловке.

##### Великая Отечественная война 1941—1945 гг.
- 1944 — возобновлена работа «ОДС Юга» (две энергосистемы — Донбассэнерго и Ростовэнерго).
- 1948 — восстановлена межсистемная связь 220 кВ и к «ОЭС Юга» вновь присоединили Днепровскую энергосистему.
- 1950 — полностью восстановлена Днепрогэс имени Ленина, последний, 9-й гидроагрегат включён в энергосистему Днепроэнерго.

### Приватизация энергетики
От СССР Украине досталась мощнейшая энергосистема сначала с пятью (позже — с четырьмя) АЭС, большим количеством ТЭЦ и ТЭС, каскадами ГЭС на Днепре и Днестре, плюс Донецкий угольный бассейн в качестве сырьевой базы для тепловой генерации.
- 1998 — создана «Укрэнерго», путём слияния диспетчерской и «Укрэлектропередачи».

Так же, как и в других странах — республиках бывшего СССР, энергетика Украины прошла путь от полного государственного контроля к частичной приватизации энергетических объектов.
Ряд объектов тепловой и гидрогенерации, а также энергосбытовой инфраструктуры приватизированы.
Атомная энергетика Украины, организационно оформленная виде Национальной атомной энергетической компании «Энергоатом», в настоящее время находится полностью в государственной собственности.
На 2011 год одной из задач правительства является оптимизация расходования импортируемых энергоносителей (с этой целью в составе правительства было создано государственное агентство по энергоэффективности и энергосбережению Украины):
- осуществляются меры, направленные на экономию и сокращение потребления энергоносителей[19] (в первую очередь, импортируемых газа и нефтепродуктов)
- правительство поддерживает программы развития использования нетрадиционных (в том числе, возобновляемых) источников энергии[20]

Тем не менее, на протяжении длительного времени внутренняя цена на газ на Украине была одной из самых низких в Европе, при этом цены на газ для населения субсидировались за счёт роста тарифов для промышленности.
До событий 2014 года Украина была нетто-экспортером электроэнергии.
Закупки электроэнергии, в основном у России, ограничивались технологическими перетоками и измерялись несколькими миллионами долларов в год.
В ноябре 2015 года закупки электроэнергии у России были по политическим причинам прекращены. Поставки украинской электроэнергии в Крым были частично прекращены в октябре 2015 года, а сразу после прекращения закупок российского электричества были подорваны оставшиеся ЛЭП в Херсонской области, и поставки электроэнергии в Крым прекратились полностью (см. Энергетика Крыма).
В июне 2014 года глава дипломатической миссии ЕС на Украине Ян Томбинский прямо рекомендовал правительству Украины улучшать энергоэффективность экономики. В декабре 2014 правительство Украины объявило о повышении тарифов на потребление энергии и энергоносителей до рыночного уровня.
В 2014 году созданная в 2004 году холдинговая компания НАК «Энергетическая компания Украины», на балансе которой длительное время находилась большая часть принадлежащих государству энергетических объектов, решением Кабмина Украины была расформирована, а входящие в её состав предприятия были переданы Министерству энергетики и угольной промышленности Украины. По состоянию на 2018 год приватизация государственных предприятий энергетической отрасли Украины продолжается.
С 1 июля 2019 начинается либерализация энергорынка на Украине (ввод Третьего энергопакета ЕС и тп.). Результатом стало повышение стоимости электроэнергии для промышленных потребителей в среднем на 25 % (и на начало 2020 в два-три раза и более превышает аналогичную стоимость в странах ЕС).
В 2019 году «ДТЭК» сократил объём добычи угля до рекордно низкого значения в 22,4 миллиона тонн (минус 7 % к предыдущему году), а выработка электроэнергии на ТЭС, принадлежащих холдингу, обвалилась с 34 до 28,4 миллиарда киловатт-часов (-16 %), причем свыше 2/3 снижения выработки пришлось на последний квартал.
В 2015 году Украина прекратила импорт электроэнергии из России в Крым. Верховная рада разрешила возобновить поставки по двусторонним договорам.
С тех пор в Раде возникали предложения ввести спецпошлину и 1 апреля 2020 Кабинет министров Украины ввёл дополнительную спецпошлину в 65 % на импорт электроэнергии и угля из России (за исключением антрацитового, битумозного и коксующегося)., а в марте принято постановление о запрете на российскую и белорусскую электроэнергию (запреты касаются «стран, не входящих в Энергетическое сообщество… в период действия карантина и ограничительных мер, связанных с распространением коронавирусной болезни»),
В 2020 году стало известно, что Украина и Великобритания планируют сотрудничество в энергетическом секторе; в частности, государства планируют реформировать угольную отрасль, развить «зеленую» энергетику, а также перейти к декарбонизации экономики в целом.
Осень 2021: воздействие мирового энергетического кризиса.
В августе 2022 года глава «Нафтогаза» Юрий Витренко заявил, что Украина зависит от международных союзников, которые должны предоставить ей необходимые средства для импорта 4 миллиардов кубометров газа. По его словам, при отсутствии поддержки, газа будет не хватать и существуют «высокие риски выхода из строя энергосистемы». Чиновник заявил, что в помещениях будет установлена температура не выше 17-18 °C, что примерно на четыре градуса ниже нормы, кроме того отопительный сезон начнется позже и закончится раньше чем обычно.
Несмотря на приход частных предприятий в энергетический сектор Украины, он до настоящего времени остаётся сильно монополизированным.,
В настоящее время крупнейшими частными энергетическими компаниями Украины являются:
- ДТЭК — крупнейший частный энергохолдинг Украины[34] — «ДТЭК Энерго» контролирует до 80 % тепловой генерации страны (свыше 17,5 Гвт установленной мощности электростанций), владея девятью из 15 украинских ТЭС, и до 90 % добычи угля на 17 шахтах; включает в себя энергосбытовую инфраструктуру и энергосервисную компанию.
- VS Energy — вторая по размерам частная энергетическая компания Украины[35], контролирующая около 1/3 рынка передачи энергии локальными сетями в стране[36],[35]. 
 VS Energy подконтрольны «Киевоблэнерго», «Ривнеоблэнерго», «Херсоноблэнерго», «Кировоградоблэнерго», «Житомироблэнрго», «Одессаоблэнерго», «Черновцыоблэнерго», «Севастопольэнерго», группа также имеет долю в «Николаевоблэнерго» и «Хмельницкоблэнерго».[35]
- «Укрэнергоконсалтинг» — холдинговая компания, контролирующая энергоснабжающие компании «Львовоблэнерго» и «Прикарпатьеоблэнерго».[37]

### Российское военное вторжение

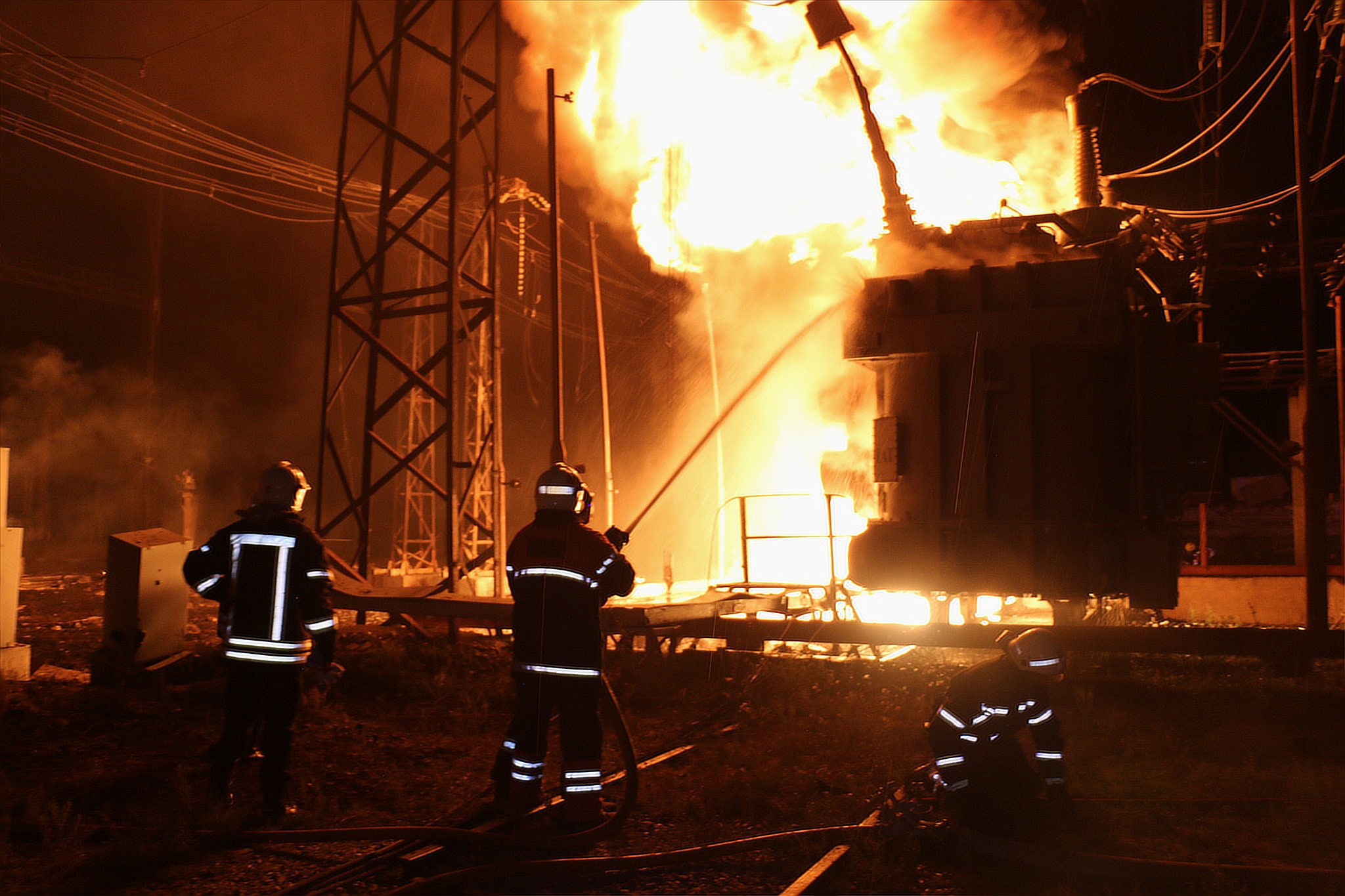
Пожар на объекте энергетической инфраструктуры Харьковской области вследствие российского ракетного обстрела 11 сентября 2022 года во время вторжения России в Украину

Во время вторжение России на Украину, после назначения Сергея Суровикина командующим группировкой российских войск на Украине в октябре 2022 года, начались обстрелы критически важных объектов энергетики Украины, вследствие которых начались перебои с энергоснабжением.
Целями в первую очередь были выбраны подстанции, соединяющие части украинской энергосистемы, чтобы в итоге она была разрублена на части. Из-за этого пропала возможность перемещения мощностей между разными регионами страны. Второй набор целей — это сами электростанции страны. По данным УкрЭнерго, на 31 октября 2022 года было выведено из строя не менее 30 % энергетических мощностей страны. По всей Украине в режиме нон-стоп работали 70 ремонтных бригад.
Для поддержки населения[уточнить] европейские государства начали ввозить в страну генераторы и трансформаторы.
В конце октябре 2022 года Министр иностранных дел Украины Дмитрий Кулеба сообщил, что Киев ведет диалог с партнёрами о помощи в восстановлении энергетической инфраструктуры после российских ракетных обстрелов, и договоренности есть уже с 12 странами, среди которых Израиль, Испания, Италия, Литва, Германия, Северная Македония, Польша, Республики Корея, Словакия, Словения, Финляндия и Франция. В целом речь идет о 954 единицах энергетического оборудования. Первые партии помощи уже в Украине, остальные ожидаются в ближайшее время. Среди электрооборудования, которое получает Украина — генераторы различных типов и мощностей, автоматические переключатели, тепловые пушки и прочее. Ещё одна проблема — это совместимость действующего ещё советского оборудования на Украине с иностранным, которое поставляется и изготовлено по стандартам ЕС.
22 ноября 2022 года президент Украины Владимир Зеленский призвал население к экономии электричества, поскольку из-за российских ракетных ударов энергетические мощности в стране сократились вдвое. Власти заявили, что миллионы украинцев, в том числе в Киеве, могут столкнуться с отключением электроэнергии, по крайней мере, до конца марта. Премьер-министр Украины Денис Шмыгаль оценил ущерб, нанесённый энергосистеме государства российскими ракетными ударами, в более чем 70 млрд гривен, что составляет около 2 млрд долларов. По его словам, по всей стране происходят веерные отключения электричества, помимо этого возможны аварийные отключения из-за резкого понижения температур. Шмыгаль отметил, что основной целью ракетных ударов стало подстанции и сети. Из-за этого невозможно транспортировать электричество в некоторые регионы страны.
25 ноября 2022 года президент Еврокомиссии Урсула фон дер Ляйен сообщила, что ЕС ускорит поставки Украине генераторов и трансформаторов. Еврокомиссия начала поставку средств, уже поступивших от стран-членов, а также из собственных резервов ЕК в рамках программы чрезвычайного реагирования rescEU. Речь идет о 200 трансформаторах среднего размера и крупных автотрансформаторах от Литвы, автотрансформаторах среднего размера от Латвии, 40 тяжелых генераторных установках из резервов rescEU, которые дислоцируются на территории Румынии, каждый из которых может предоставлять бесперебойное питание, например, для больших или среднего размера больниц. Также Еврокомиссия разрабатывает создание нового энергетического хаба в рамках rescEU в Польше, что позволит оказывать Украине более скоординированную помощь от третьих стран, в частности от партнёров ЕС по G7.
В феврале 2023 года в «Укрэнерго» сообщили, что ситуация в украинской энергосистеме стабилизирована. Благодаря оперативным ремонтным работам, иностранной помощи, активной работе предприятий зелёной энергетики, благоприятных погодных условий и постепенного роста светового дня работа электростанций по ВИЭ увеличилась и, таким образом, дефицит мощности в энергосистеме Украины отсутствует.
В 2024 году Россия сменила тактику, начав атаковать электростанции, расположенные в регионах Украины, менее защищённых, чем Киев. По сообщению Financial Times, часть повреждённых объектов энергетики не будет восстановлена к зиме 2024-2025 года. Также, в отличие от атак 2022-2023 годов, РФ начала использовать дорогостоящие высокоточные ракеты. Для ударов по трансформаторам используются недорогие БПЛА. В марте были выведены из строя ДнепроГЭС, все ТЭЦ города Харьков, разрушена Змиёвская ТЭЦ, одна из крупнейших в этой части региона. В апреле была уничтожена Трипольская ТЭС, самая мощная электростанция Киевской области, генерирующая 57% энергии, потребляемой предприятиями региона. В результате ударов ПАО «Центрэнерго» потеряла весь объём генерации. Продолжаются атаки России на оставшиеся в рабочем состоянии ТЭС Украины и остальное энергетическое оборудование.

## Электроэнергетика
Глубина падения производства электроэнергии в период с 1940 по 1945 гг. составила в Украине примерно 3,9 раза: с 12,4 до 3,2 млрд кВт∙ч. В то же время, уже к 1950 г., то есть спустя пять лет, объём производства электроэнергии в Украине превысил 14,7 млрд кВт∙ч.
в 1980 г. производство электроэнергии-брутто составляло 236 млрд кВт∙ч.
К 1990 г. в стране производилось 298,8 млрд кВт∙ч;
Таким образом, за 30-летний период рост объёмов производства электроэнергии в стране превышал 16 раз.
Начиная с 1990 г. электроэнергетический комплекс Украины испытывает глубочайшие темпы снижения производства и потребления электроэнергии, что наглядно иллюстрируются динамикой установленной мощности и производства электрической энергии
То есть за период с 1990 по 2019 гг. снижение выработки электроэнергии — почти в 2 раза.

Динамика установленной мощности-брутто электростанций Украины (по данным Держстата Украины), 1940—2019 гг., ГВт

Украина. Производство электроэнергии-брутто, 1940—2019 гг., млрд. кВт∙ч. По данным ЦСУ СССР: 1940—1989 гг. и Держстата України: 1990—2019 гг.

Только за последние неполные 10 лет[когда?], электроэнергетический комплекс Украины претерпевает глубокие изменения, в том числе в организационной структуре управления.
Производство электроэнергии на Украине составило:
- в 2001 году — 200 млрд кВт·ч;
- в 2004 году — 182,2 млрд кВт·ч;
- в 2008 году — 191,7 млрд кВт·ч;
- в 2011 году — 193,9 млрд кВт·ч.

В соответствии с картой схемой магистральных электрических сетей Украины и данными НЭК «Укрэнерго» — системного оператора и оператора магистральных электрических сетей Украины, электроэнергетический комплекс страны (до событий 2014 г.) на 30 января 2014 г. представлял собой единую национальную энергосистему, включающую
Днепровскую (табл. 1),
Донбасскую (табл. 2),
Западную (табл. 3),
Крымскую (табл. 4) ,
Северную (нет данных),
Южную (табл. 5),
Юго-Западную (табл. 6) и
Центральную (табл. 7)
энергосистемы, включающие следующие ключевые субъекты электроэнергетики — электрические станции
| Таблица 1. Ключевые субъекты Днепровской энергосистемы. Установленная мощность генерирующих источников (на начало 2014 г.) |                             |
| Наименование субъектов | Установленная мощность, МВт |
| ТЭС ПАО «ДТЭК Днепроэнерго»                                                                                                | 8185                        |
| в том числе: |                             |
| Приднепровская ТЭС | 1 765                       |
| Криворожская ТЭС | 2820                        |
| Запорожская ТЭС | 3600                        |
| Запорожская АЭС ГП «НАЭК» Энергоатом "                                                                                     | 6 000                       |
| ПАО «Днепродзержинская ТЭЦ»                                                                                                | 61,6                        |
| ГЭС ОАО «Укргидроэнерго»                                                                                                   | 2844,6                      |
| в том числе: |                             |
| Кременчугская ГЭС | 632,9                       |
| Днепродзержинская ГЭС | 369,6                       |
| Днепровская ГЭС | 1513,1                      |
| Каховская ГЭС | 329                         |
| ООО «ГидроЭнергоИнвест» | 12,3                        |
| в том числе: |                             |
| Краснохуторская ГЭС | 3,3                         |
| Терновская ГЭС | 1,95                        |
| Новоархангельская ГЭС | 1,3                         |
| Гайворонская ГЭС | 5,7                         |
| ООО «Компания Гидроэнерго»: Березовская ГЭС                                                                                | 0,3                         |
| Блок-станции, всего | 746,4                       |
| в том числе: |                             |
| Arcelor Mittal Кривой Рог                                                                                                  | 274                         |
| ПАО «Евраз-Днепропетровский МЗ им. Петровского»                                                                            | 24                          |
| ПАО «Днепровский МК им. Дзержинского»                                                                                      | 37                          |
| ПАО «Евраз Баглейкокс» | 18                          |
| ПАО «Днепровский крахмало-паточный комбинат»                                                                               | 12,5                        |
| «Вольногорский ГМК» филиал ЗАО «Крымский Титан»                                                                            | 25                          |
| ПАО «Днепр Азот» | 50                          |
| КП «Желтоводсктеплосеть»                                                                                                   | 30                          |
| ПАО "Теплогенерация (ПТС)                                                                                                  | 12                          |
| ПАО «Губинихский ЦЗ» | 12                          |
| ГП «ПО Южного машиностроительного завода»                                                                                  | 87                          |
| ЗАО «Орель-Лидер» | 3                           |
| ОАО «Днепрошина» | 12                          |
| СП «Стан-Комплект» | 12                          |
| ОАО «Запорожский МК Запорожсталь».                                                                                         | 35                          |
| «Запорожский производственный алюминиевый комбинат»                                                                        | 24                          |
| ПАО «Запорожкокс» | 12,5                        |
| КП «Теплоэнергетик» (Кировоградская ТЭЦ)                                                                                   | 15                          |
| КП «Теплоэлектроцентраль» (Александрия уголь)                                                                              | 18                          |
| ЗАО «Александровский ЦЗ»                                                                                                   | 6                           |
| ОАО «Долинский ЦЗ» | 12                          |
| Агро-Гарант-Сахар | 12                          |
| СП ООО «Светловодскбыт» | 1,7                         |
| ПАО «Кировоградолия» | 1,7                         |
| Возобновляемые источники энергии                                                                                           | 95,6                        |
| Ботиевская ВЭС (ООО «ВиндПауер»)                                                                                           | 90                          |
| СЭС ООО «Токмак Солар энерджи»                                                                                             | 1,5                         |
| СЭС ООО фирма «Гриль» | 0, 075                      |
| Турбодетандерная электростанция Прадо «Энерготехнология»                                                                   | 4                           |
| Днепровская ЭС, всего | 17945,8                     |

| Таблица 2. Ключевые субъекты Донбасской энергосистемы. Установленная мощность генерирующих источников на начало 2014 г. |                             |                             |
| Наименование субъекта                                                                                                   | Наименование электростанции | Установленная мощность, МВт |
| ОАО «Донбассэнерго» | Старобешевская ТЭС          | 1975                        |
| | Славянская ТЭС              | 880                         |
| ООО «ДТЭК» Востокэнерго "                                                                                               | Кураховская ТЭС             | 1517                        |
| | Зуевскаят ТЭС               | 1270                        |
| | Луганская ТЭС               | 1460                        |
| ПАО «Центрэнерго» | Углегорская ТЭС             | 3600                        |
| ПАО «ДТЭК Донецкоблэнерго»                                                                                              | Мироновская ТЭС             | 275                         |
| Донбасская ЭС, всего*                                                                                                   |                             | 10977                       |

*Примечание: *Без ТЭЦ и блок-станций (по состоянию на 4 февраля 2014 г.)
| Таблица 3. Ключевые субъекты Западной энергосистемы. Установленная мощность генерирующих источников на начало 2014 г. |                             |
| Наименование электростанций                                                                                           | Установленная мощность, МВт |
| Ровенская АЭС ГП «НАЭК» Энергоатом "                                                                                  | 2835                        |
| Тепловые электростанции                                                                                               | 2821                        |
| Гидроэлектростанции                                                                                                   | 39                          |
| Возобновляемые источники энергии                                                                                      | 29                          |
| в том числе: |                             |
| Солнечные электростанции                                                                                              | 28                          |
| Ветряные электростанции                                                                                               | 1                           |
| Другие источники | 529                         |
| Западная ЭС, всего | 6 253                       |

| Таблица 4. Ключевые субъекты электроэнергетики Крымской энергосистемы. Установленная мощность генерирующих источников на начало 2014 г. |                             |
| Наименование электростанций | Установленная мощность, МВт |
| Тепловые электростанции | 177,9                       |
| в том числе: |                             |
| Симферопольская ТЭЦ | 86                          |
| Севастопольская ТЭЦ | 34,5                        |
| Камыш-Бурунская ТЭЦ | 30                          |
| Сакские тепловые сети | 27,4                        |
| Солнечные электростанции | 224,63                      |
| в том числе: |                             |
| СЭС «Перово» | 105,58                      |
| СЭС «Охотниково» | 80                          |
| «Оул Солар» | 31,55                       |
| Другие СЭС | 7,5                         |
| Ветряные электростанции | 62,72                       |
| в том числе: |                             |
| Сакская ВЭС | 20,8                        |
| Тарханкутская ВЭС | 20,11                       |
| Донузлавская ВЭС | 11,6                        |
| Другие ВЭС | 10,21                       |
| Крымская ЭС, всего | 431,85                      |

| Таблица 5. Ключевые субъекты электроэнергетики Южной энергосистемы. Установленная мощность генерирующих источников на начало 2014 г. |                             |
| Наименование электростанций | Установленная мощность, МВт |
| Южно-Украинская АЭС ГП "НАЭК «Энергоатом»                                                                                            | 3000                        |
| Ташлыкская ГАЭС | 302                         |
| Тепловые электростанции | 188                         |
| в том числе: |                             |
| Херсонская ТЭЦ | 80                          |
| Одесская ТЭЦ | 68                          |
| Николаевская ТЭЦ | 40                          |
| Блок-станции | 288,208                     |
| Солнечные электростанции | 250                         |
| Ветряные электростанции | 49,72                       |
| Гидроэлектростанции | 15,3                        |
| Южная ЭС, всего | 4093,22                     |

| Таблица 6. Ключевые субъекты электроэнергетики Юго-Западной энергосистемы. Установленная мощность генерирующих источников на начало 2014 г. |                             |
| Наименование электростанций | Установленная мощность, МВт |
| Хмельницкая АЭС ГП "НАЭК «Энергоатом» | 2000                        |
| Тепловые электростанции | 1838,83                     |
| Ладыженская ТЭС | 1800                        |
| ТЭЦ | 38,83                       |
| Гидроэлектростанции | 779,8                       |
| в том числе: |                             |
| Ладыженская ГЭС | 7,5                         |
| Днестровская ГЭС | 702                         |
| Днестровская ГЭС-2 | 40,8                        |
| другие ГЭС | 29,5                        |
| Днестровская ГАЭС | 324                         |
| Солнечные электростанции | 31,52                       |
| Юго-Западная ЭС, всего | 4974,15                     |

| Таблица 7 Ключевые субъекты электроэнергетики Центральной энергосистемы. Установленная мощность генерирующих источников на начало 2014 г. |                             |
| Наименование электростанций | Установленная мощность, МВт |
| Тепловые электростанции | 3690                        |
| в том числе: |                             |
| Трипольская ТЭС | 1800                        |
| ТЭЦ-5 | 700                         |
| ТЭЦ-6 | 500                         |
| Черкасская ТЭЦ | 200                         |
| Черниговская ТЭЦ | 210                         |
| Дарницкая ТЭЦ | 160                         |
| Белоцерковская ТЭЦ | 120                         |
| Гидроэлектростанции | 908,5                       |
| в том числе: |                             |
| Киевская ГЭС | 436,5                       |
| Каневская ГЭС | 472                         |
| Киевская ГАЭС | 235,5                       |
| Центральная ЭС, всего | 4834                        |

В соответствии с данными Держстата України основные показатели электроэнергетического комплекса Украины на конец 2019 г., динамика и структура характеризуются следующими данными и диаграммами
Установленная электрическая мощность электростанций Украины — 51444 МВт . Установленная тепловая мощность — 129045 Гкал/час.
Производство электроэнергии-брутто — 151 141 млн кВт∙ч.
Отпуск электроэнергии с шин — 141 213 млн кВт∙ч.
Производство теплоэнергии — 382 083 ТДж
Атомная энергетика

Структура установленной электрической мощности генерирующих источников Украины за 2019 год, проценты

Структура производства электроэнергии-нетто в Украине за 2019 год, проценты

Атомная энергетика является ключевым сектором электроэнергетического комплекса Украины. Доля атомных электростанций в структуре установленной мощности на конец 2019 г. — 26,9 %, в структуре производства электроэнергии-нетто — 55,2 %.

### Гидроэнергетика
На Днепре:
На Днестре (согласно международному праву, принадлежат как Украине, так и Молдавии; см. также Молдавско-украинские отношения): порядка 70 % объёмов воды в реке формируется в верховьях Днестра, в украинских Карпатах, а на ГЭС в Новоднестровске Украина забирает все 100 % этого ресурса и использует их в своих экономических интересах для производства электроэнергии. В 1960-е годы построена Касперовская ГЭС, на  притоке Днестра — реке Серет; в 2002 году введена в эксплуатацию ГЭС у Нагорян.
Также, в 2010-х Киевом инициирован проект, который предусматривает строительство каскада (шести) ГЭС в Новоднестровске, на этой водной артерии; в августе 2021 года была введена в эксплуатацию 4-я турбина Украинской ГЭС).

### Синхронизация энергосистем
24-26 февраля 2022 года проходят испытания в рамках подготовки к синхронизации объединённой энергосистемы (ОЭС) Украины с энергосистемой континентальной Европы ENTSO-E. В случае возможных перебоев с электроэнергией Украина планирует сбалансировать поставки из Польши и Словакии. По данным украинских энергетиков, скорее всего, испытания пройдут удачно, помехой этим планам могут быть только военные действия.

## Атомная энергетика
Атомная энергетика Украины берет свое официальное начало с 1 марта 1970 г. — начала строительства реактора CHERNOBYL-1 типа LWGR ( (Light Water Cooled-Graphit Moderated Reactor) — реактор с графитовым замедлителем, известный, как РБМК — реактор большой мощности канальный.
В приводимой ниже таблице в соответствии с данными The Database on Nuclear Power Reactors of Ukraine (PRIS IAEA) приведены характеристики парка реакторов атомных электростанций (АЭС) Украины, начиная с 1.03.1970 по 01.01.2021
| п/п | Наименование реактора | Тип реактора | Статус | Местонахождение  | Установленная мощность-нетто, МВт | Установленная мощность-брутто, МВт | Начало строительства | Первое включение в сеть | Ввод в эксплуатацию (COD) | Вывод из эксплуатации | Продолжительность строительства, полных лет | Продолжительность COD на 01.01.2021 полных лет | Срок COD (до вывода из эксплуатации), полных лет |
| 1   | CHERNOBYL-1           | LWGR         | PS     | PRIPYAT          | 740                               | 800                                | 3/1/1970             | 9/26/1977               | 5/27/1978                 | 11/30/1996            | 8                                           | --                                             | 18                                               |
| 2   | CHERNOBYL-2           | LWGR         | PS     | PRIPYAT          | 925                               | 1000                               | 2/1/1973             | 12/21/1978              | 5/28/1979                 | 10/11/1991            | 6                                           | --                                             | 12                                               |
| 3   | CHERNOBYL-3           | LWGR         | PS     | PRIPYAT          | 925                               | 1000                               | 3/1/1976             | 12/3/1981               | 6/8/1982                  | 12/15/2000            | 6                                           | --                                             | 18                                               |
| 4   | CHERNOBYL-4           | LWGR         | PS     | PRIPYAT          | 925                               | 1000                               | 4/1/1979             | 12/22/1983              | 3/26/1984                 | 4/26/1986             | 4                                           | --                                             | 2                                                |
| 5   | KHMELNITSKI-1         | PWR          | OP     | NETESHIN         | 950                               | 1000                               | 11/1/1981            | 12/31/1987              | 8/13/1988                 | --                    | 6                                           | 32                                             | --                                               |
| 6   | KHMELNITSKI-2         | PWR          | OP     | NETESHIN         | 950                               | 1000                               | 2/1/1985             | 8/7/2004                | 12/15/2005                | --                    | 20                                          | 15                                             | --                                               |
| 7   | KHMELNITSKI-3         | PWR          | UC     | NETESHIN         | 1035                              | 1089                               | 3/1/1986             | --                      | --                        | --                    | --                                          | --                                             | --                                               |
| 8   | KHMELNITSKI-4         | PWR          | UC     | NETESHIN         | 1035                              | 1089                               | 2/1/1987             | --                      | --                        | --                    | --                                          | --                                             | --                                               |
| 9   | ROVNO-1               | PWR          | OP     | KUZNETSOVSK      | 381                               | 420                                | 8/1/1986             | 12/22/1980              | 4/6/2006                  | --                    | 19                                          | 14                                             | --                                               |
| 10  | ROVNO-2               | PWR          | OP     | KUZNETSOVSK      | 376                               | 415                                | 8/1/1973             | 12/22/1981              | 9/22/1981                 | --                    | 8                                           | 39                                             | --                                               |
| 11  | ROVNO-3               | PWR          | OP     | KUZNETSOVSK      | 950                               | 1000                               | 10/1/1973            | 12/21/1986              | 7/29/1982                 | --                    | 8                                           | 38                                             | --                                               |
| 12  | ROVNO-4               | PWR          | OP     | KUZNETSOVSK      | 950                               | 1000                               | 2/1/1980             | 10/10/2004              | 5/16/1987                 | --                    | 7                                           | 33                                             | --                                               |
| 13  | SOUTH UKRAINE-1       | PWR          | OP     | NIKOLAYEV OBLAST | 950                               | 1000                               | 8/1/1976             | 12/31/1982              | 12/2/1983                 | --                    | 7                                           | 37                                             | --                                               |
| 14  | SOUTH UKRAINE-2       | PWR          | OP     | NIKOLAYEV OBLAST | 950                               | 1000                               | 7/1/1981             | 1/6/1985                | 4/6/1985                  | --                    | 3                                           | 35                                             | --                                               |
| 15  | SOUTH UKRAINE-3       | PWR          | OP     | NIKOLAYEV OBLAST | 950                               | 1000                               | 11/1/1984            | 9/20/1989               | 12/29/1989                | --                    | 5                                           | 31                                             | --                                               |
| 16  | ZAPOROZHYE-1          | PWR          | OP     | ENERGODAR        | 950                               | 1000                               | 11/1/1985            | 12/10/1984              | 10/27/1989                | --                    | 3                                           | 31                                             | --                                               |
| 17  | ZAPOROZHYE-2          | PWR          | OP     | ENERGODAR        | 950                               | 1000                               | 6/1/1986             | 7/22/1985               | 9/17/1996                 | --                    | 10                                          | 24                                             | --                                               |
| 18  | ZAPOROZHYE-3          | PWR          | OP     | ENERGODAR        | 950                               | 1000                               | 1/1/1981             | 12/10/1986              | 2/15/1986                 | --                    | 5                                           | 34                                             | --                                               |
| 19  | ZAPOROZHYE-4          | PWR          | OP     | ENERGODAR        | 950                               | 1000                               | 4/1/1980             | 12/18/1987              | 12/25/1985                | --                    | 5                                           | 35                                             | --                                               |
| 20  | ZAPOROZHYE-5          | PWR          | OP     | ENERGODAR        | 950                               | 1000                               | 4/1/1982             | 8/14/1989               | 3/5/1987                  | --                    | 4                                           | 33                                             | --                                               |
| 21  | ZAPOROZHYE-6          | PWR          | OP     | ENERGODAR        | 950                               | 1000                               | 4/1/1983             | 10/19/1995              | 4/14/1988                 | --                    | 5                                           | 32                                             | --                                               |

На 1 января 2021 г. на Украине четыре действующие АЭС с 15 реакторами, установленная мощность-брутто которых — 13835 МВт
| № п/п | Наименование АЭС   | Количество реакторов | Установленная мощность-нетто, МВт | Установленная мощность-брутто, МВт |
| 1     | Khmel’nitskaya     | 2                    | 1900                              | 2000                               |
| 2     | Rovenskaya         | 4                    | 2657                              | 2835                               |
| 3     | Yuzhno-Ukrainskaya | 3                    | 2850                              | 3000                               |
| 4     | Zaporozhskaya      | 6                    | 5700                              | 6000                               |
| --    | Украина, всего     | 15                   | 13107                             | 13835                              |
| r3    | Европа, всего      | 126                  | 117097                            | 123401                             |
| r4    | Евразия, всего     | 55                   | 43170                             | 45934                              |
| ww    | Весь мир           | 445                  | 394619                            | 417201                             |

Динамика среднегодовых тарифов на отпуск электрической энергии АЭС Украины на ОРЭ в 2009—2016 гг. (по данным НКРЭ), коп./кВт∙ч

Возрастные характеристики эксплуатируемых реакторов АЭС Украины на 1 января 2021 г., МВт

Оператором действующих атомных электростанций Украины является государственное предприятие "Национальная атомная энергогенерирующая компания «Энергоатом» (НАЭК «Энергоатом»), созданное в октябре 1996 г.

## Возобновляемые источники энергии
Ещё до событий 2014 года на Украине достаточно активно развивалась возобновляемая энергетика — в первую очередь солнечная, но также и ветровая (при этом около половины объектов солнечной энергетики было размещено в Крыму).
«Зеленый» тариф были введён на Украине в 2009 году; тариф зафиксирован в евро и в несколько раз превышает обычные тарифы и является самым высоким в Европе (например, для солнечных электростанций он в 7-8 раз превышает тариф на электроэнергию атомной генерации, для ветровых — в 6-7 раз).
Оборудование для СЭС используется практически полностью импортное.

В итоге, ВИЭ обеспечивают производят до 2 % электроэнергии, потребляемой в стране (на конец 2010-х), при этом занимая 9 % суммарного платежа на энергорынок.
Государство на начало апреля 2020 задолжало «ДТЭК ВИЭ» 1,1 миллиарда гривен по зелёному тарифу; гендиректор «ДТЭК» Максим Тимченко пригрозил обратиться в международный арбитраж и принудить Украину оплатить зелёное электричество и не менять выгодный зелёный тариф.
На конец 2018 г. мощность частных СЭС составляет 190 МВт (примерно 12 % всех украинских СЭС); количество домашних станций — 8843 (лидируют по числу домашних СЭС Киевская и Днепропетровская области).
В 2019 году бум возобновляемой энергетики продолжился (за три квартала установлено 2,5 ГВт; общая мощность превысила 4 ГВт), поскольку в этом году для частных СЭС, расположенных на земле, обнуляется «зеленый тариф» (он на 20 % выше, чем для промышленных СЭС).
Планируется перейти к системе аукционов для новых объектов ВИЭ, что, как считается, поможет ещё несколько снизить цены (но максимум на 25 % для СЭС и на 10 % для ветровых станций).
В 2021 г. Правительство Украины снизило («задним числом», с августа 2020 года) тарифы производителям зелёной энергии на 2,5—15 %; это привело к конфликту интересов между иностранными инвесторами и кабинетом министров. На середину 2021 года средневзвешенный «зеленый тариф» составляет на Украине 3,8 грн за кВт·ч (в то же время на Украинской энергетической бирже электроэнергия торгуется в два раза дешевле).
Возобновляемые источники энергии на Украине:
|                          | 2010   | 2011   | 2012 | 2013 | 2014 | 2015 | 2016 | 2017 | 2018 | 2019  | 2020             | 2021  |
| ------------------------ | ------ | ------ | ---- | ---- | ---- | ---- | ---- | ---- | ---- | ----- | ---------------- | ----- |
| Ветровая                 | 88     | 146    | 248  | 362  | 514  | 514  | 526  | 553  | 621  | 1258  | 1402             | 1761  |
| Солнечная                | 3      | 188    | 372  | 748  | 819  | 841  | 955  | 1200 | 2003 | 5936  | 7331             | 8062  |
| СЭС домохозяйств         | -      | -      | -    | -    | 0.1  | 2    | 17   | 51   | 157  | 553   | 712              | 1057  |
| ГЭС                      | 5400,2 | 5400,2 | 5470 | 5489 | 5851 | 5883 | 6079 | 6213 | 6243 | 6325  | 6328             | 6656  |
| Биомасса                 | 4      | 4      | 13   | 31   | 50   | 53   | 60   | 73   | 98   | 180   | 212              | 275   |
| Биогаз                   |        |        | 7    | 14   | 15   | 18   | 21   | 34   | 46   | 93    | 103              | 123   |
| Введение новых мощностей |        |        |      | 537  | 281  | 32   | 136  | 291  | 848  | 4658  |                  |       |
| Установленная мощность   | 4691   | 4945   | 5241 | 5769 | 6048 | 6105 | 6199 | 6530 | 7455 | 12189 | 13764            | 14921 |
| Процент генерации        |        |        |      |      |      |      |      |      |      |       | 13,3 % (бес ГЭС) |       |

|                                                                         | 2016   | 2017   | 2018  | 2020 |
| ----------------------------------------------------------------------- | ------ | ------ | ----- | ---- |
| Доля возобновляемых источников энергии в секторе отопления и охлаждения | 6,20 % | 7,56 % | 8 %   |      |
| Доля возобновляемых источников энергии в электроэнергетике              | 7,91 % | 8,64 % | 8,9 % |      |
| Доля возобновляемых источников энергии в транспортном секторе           | 2,10 % | 2,44 % | 2,2 % |      |
| Доля возобновляемых источников энергии в общем потреблении энергии      | 5.85 % | 6.67 % | 7 %   |      |

87,8 МВт ВЭС и 407,9 МВт СЭС — находятся на не контролируемого Украиной территории Крыма, 138 МВт ВЭС — находится на территории непризнанных ДНР и ЛНР.

## Энергосбыт
см. Энергосбыт
Стоимость газа для украинской промышленности в 2018 г. — более 500 долларов за тыс. кубометров (тогда стоимость газа, реэкспортируемого из Европы на Украину, выросла до рекордного значения за четыре года — 340 долларов за тыс. кубометров (сама Европа покупает у России газ на 100 долларов дешевле).